# Flin

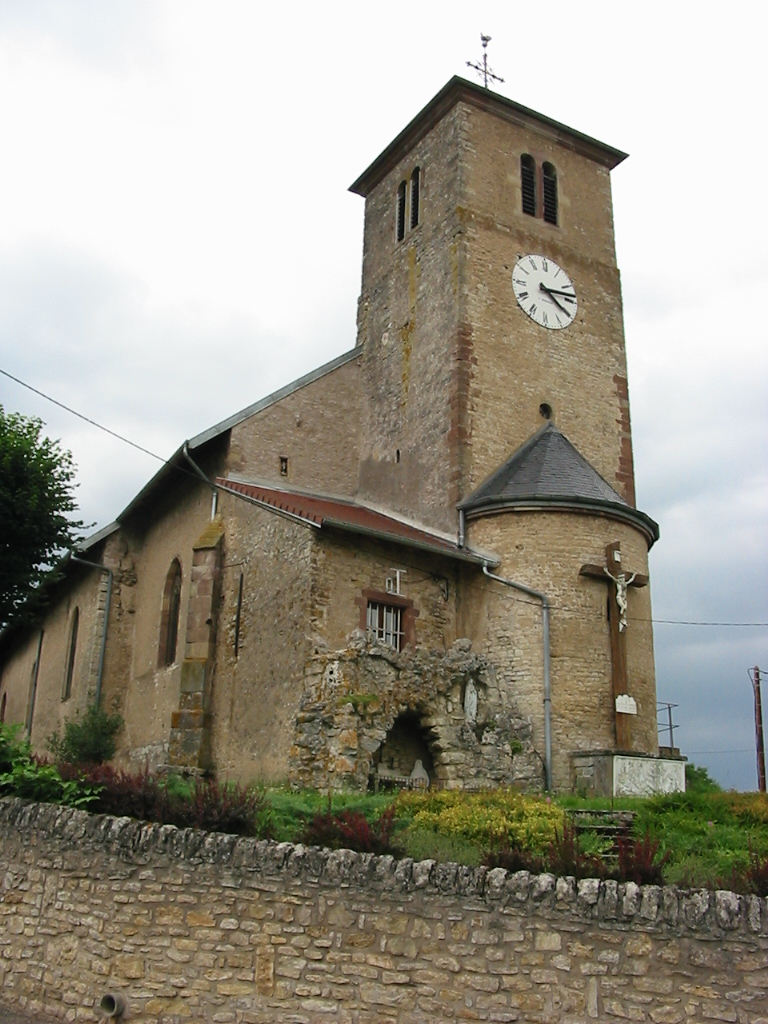
Kościół św. Marcina (2007)

Flin – miejscowość i gmina we Francji, w regionie Grand Est, w departamencie Meurthe i Mozela.
Według danych na rok 1990 gminę zamieszkiwały 343 osoby, a gęstość zaludnienia wynosiła 29 osób/km² (wśród 2335 gmin Lotaryngii Flin plasuje się na 712. miejscu pod względem liczby ludności, natomiast pod względem powierzchni na miejscu 485.).

## Populacja

Populacja Flin w latach 1962–2008